# Psychoglypha prita
Psychoglypha prita là một loài Trichoptera trong họ Limnephilidae. Chúng phân bố ở miền Tân bắc.